# Тайхерт, Макс-Мартин
Макс-Мартин Тайхерт (нем. Max-Martin Teichert; 31 января 1915, Киль — 12 мая 1943, Северная Атлантика) — немецкий офицер-подводник, капитан-лейтенант (1 декабря 1941 года).

## Биография
1 июля 1935 года поступил на флот фенрихом. 1 апреля 1937 года произведен в лейтенанты. Служил на миноносце «Ильтис», а с марта 1939 года на эскадренном миноносце «Фридрих Инн».

## Вторая мировая война
Участвовал в боевых операциях в первые месяцы Второй мировой войны.
В июне 1940 года переведен в подводный флот. Служил 1-м вахтенным офицером на подлодке U-94, с которой участвовал в 2 походах.
18 сентября 1941 года назначен командиром подлодки U-456, на которой совершил 11 походов (проведя в море в общей сложности 192 сут.), причем 10 из них — в арктических водах.
Наиболее успешным для Тайхерта был его пятый поход, во время которого его подлодка нанесла тяжелые повреждения британскому крейсеру «Эдинбург» (11 500 тонн).
В декабре 1942 года подлодка Тайхерта переведена в состав 1-й флотилии.
Лодка Тайхерта затонула во время погружения в Северной Атлантике после повреждения авиационной торпедой и последующей схватки с британским эсминцем «Оппортьюн». Весь экипаж — 49 человек — погиб.
Посмертно 19 декабря 1943 года награждён Рыцарским крестом Железного креста.
Всего за время военных действий Тайхерт потопил 7 судов общим водоизмещением 31 799 брт и повредил 1 корабль водоизмещением 11 500 тонн.